# Gnesiolutheraner
Als Gnesiolutheraner wird eine Gruppe von Theologen bezeichnet, die sich im 16. Jahrhundert aus internen protestantischen Lehrstreitigkeiten herausbildete. Ihre zeitgenössische Bezeichnung war Flacianer, nach ihrem bekanntesten Vertreter Matthias Flacius. Sie selbst bezeichneten sich nur als Lutheraner (was sie ihren Gegnern absprachen zu sein). Im 17. Jahrhundert entstand die Bezeichnung Gnesiolutheraner (das griechische Adjektiv γνήσιος gnesios bedeutet „echt“). Die Ansichten der Gnesiolutheraner prägten das Grundgerüst der lutherischen Orthodoxie.

## Auseinandersetzung mit den Philippisten
Nach dem Tod Martin Luthers 1546 und den kriegerischen Auseinandersetzungen im Schmalkaldischen Krieg 1546/47 bot der Augsburger Religionsfrieden 1555 erstmals die Möglichkeit einer theologischen Bestandsaufnahme. In diesem sogenannten Konfessionellen Zeitalter konkurrierten im Luthertum zwei Parteien um die theologische Deutungshoheit: die „Philippisten“ (Schüler Philipp Melanchthons, der besonders nach dem Tod Martin Luthers die Linie der kirchenpolitischen Reformation in Deutschland prägte) und die genuinen Lutherschüler („Gnesiolutheraner“). Infolgedessen brach unter den evangelischen Theologen eine Disputation über sechs Streitpunkte aus:
1. der 2. Abendmahlsstreit
2. der Adiaphoristische Streit
3. der Antinomistische Streit
4. der Majoristische Streit
5. der Osiandrische Streit
6. der Synergistische Streit

Das wichtigste Anliegen der Gnesiolutheraner war die Sicherung des Überlebens der protestantischen Religion. Sie verfassten viele polemische Flugschriften in deutscher Sprache, um eine möglichst große Breitenwirkung zu erzielen. Da sie das Ende der Welt fürchteten, waren sie nicht kompromissbereit. Zu einem gewissen Ausgleich der Lehrstreitigkeiten kam es erst 1577 mit der Einigung auf die Konkordienformel.

## Vertreter
Der Begriff Gnesiolutheraner fasst nachträglich ordnend eine lose Gruppe von einzelnen Theologen zusammen, die ein gemeinsames Interesse an der reinen Lehre, aber auch differierende Ansichten hatten. Eine gemeinsame Schule bildeten sie kaum.
Vertreter der Gnesiolutheraner waren vor allem:
- Nikolaus von Amsdorf
- Kaspar Aquila
- Matthias Flacius
- Nikolaus Gallus
- Tilemann Hesshus
- Matthäus Judex
- Timotheus Kirchner
- Georg List
- Joachim Mörlin
- Simon Musaeus
- Joachim Westphal
- Johann Wigand